# Gisela Bock (Historikerin)
Gisela Bock (* 28. Juli 1942 in Karlsruhe) ist eine deutsche Historikerin. Sie befasst sich vor allem mit Frauen- und Geschlechtergeschichte und ist eine Pionierin der feministischen Wissenschaftskritik.

## Leben und Werk
Gisela Bock studierte Geschichte an den Universitäten Freiburg im Breisgau, Berlin, Paris und Rom. Nach der Promotion 1971 bei Wilhelm Berges mit einer Arbeit zur politischen Ideengeschichte der frühen Neuzeit am Beispiel Tommaso Campanellas war sie wissenschaftliche Mitarbeiterin – zunächst bei Hans-Ulrich Wehler – für die Geschichte Nordamerikas, dann des Nationalsozialismus an der Freien Universität Berlin. Nach der Habilitation 1984 an der Technischen Universität Berlin wirkte sie als Professorin am Europäischen Hochschulinstitut in Florenz und von 1989 bis 1997 als Professorin für Geschlechtergeschichte an der Universität Bielefeld. Von 1997 bis zu ihrer Emeritierung 2007 war sie Professorin für Neuere Geschichte am Friedrich-Meinecke-Institut der Freien Universität Berlin.
In den 1970er Jahren engagierte sich Gisela Bock in der Frauenbewegung und gründete das Frauenzentrum Westberlin mit. So übersetzte sie einen Text der italienischen Aktivistin Mariarosa Dalla Costa ins Deutsche, der zusammen mit einem Aufsatz der Britin Selma James unter dem Titel Die Macht der Frauen und der Umsturz der Gesellschaft 1973 vom Merve Verlag gedruckt wurde, und war 1977 Mitinitiatorin der Kampagne „Lohn für Hausarbeit“, die international aktiv war und eine grundlegende Diskussion zur geschlechtlichen Arbeitsteilung auslöste.
Bock gehört im deutschsprachigen Raum zu den Pionierinnen der feministischen Wissenschaftskritik und war maßgeblich an der Entstehung und Institutionalisierung der Frauen- und Geschlechtergeschichte beteiligt. Ihre sozial-, politik- und ideengeschichtliche Studie Frauen in der europäischen Geschichte. Vom Mittelalter bis zur Gegenwart (2000 und 2005) wurde in acht Sprachen übersetzt. In ihrem Buch Zwangssterilisation im Nationalsozialismus (1986), einer Studie über 400.000 Zwangssterilisationen an – nach Auffassung der Nationalsozialisten – „erblich minderwertigen“ Männern und Frauen, vertritt sie die Ansicht, dass die Geschlechterpolitik des Nationalsozialismus ebenso von der Rassenpolitik geprägt war wie umgekehrt. In dem Band Genozid und Geschlecht. Jüdische Frauen im nationalsozialistischen Lagersystem (2005), der aus einer von ihr 2003 organisierten Tagung hervorgegangen ist, führt sie Ergebnisse der Forschungsstränge Geschlechterforschung und NS-Forschung aus zwanzig Jahren zusammen. 2014 erschien ihr Buch Geschlechtergeschichten der Neuzeit. Ideen, Politik, Praxis, das wichtige neue und alte Studien versammelt. Im selben Jahr erschien außerdem eine Festschrift für Gisela Bock: Gender History in a Transnational Perspective: Networks, Biographies, Gender Orders, herausgegeben von Oliver Janz und Daniel Schönpflug.
Zusammen mit Ida Blom, Karen Offen und anderen gründete Bock 1987 die International Federation for Research in Women’s History, und mit Karin Hausen und Heide Wunder gründete sie 1989/1990 den Arbeitskreis Historische Frauen- und Geschlechterforschung sowie 1992 die Reihe Geschichte und Geschlechter im Campus Verlag.
2018 wurde ihr vom Bundespräsidenten das Bundesverdienstkreuz 1. Klasse verliehen.

## Schriften (Auswahl)

### Deutsch
- Thomas Campanella. Politisches Interesse und philosophische Spekulation (= Bibliothek des Deutschen Historischen Instituts in Rom, Band 46), Niemeyer, Tübingen 1974, ISBN 3-484-80069-0 (zugleich: Dissertation, FU Berlin, Fachbereich 13 – Geschichtswissenschaften, 1971).
- Die andere Arbeiterbewegung in den USA 1905–1922. Die Industrial Workers of the World, Trikont, München 1976, ISBN 3-88167-005-X.
- mit Barbara Duden: Arbeit aus Liebe – Liebe als Arbeit. Zur Entstehung der Hausarbeit im Kapitalismus, in: Frauen und Wissenschaft. Beiträge zur Berliner Sommeruniversität für Frauen Juli 1976, Courage, Berlin 1977, ISBN 3-921710-00-6, S. 118–199.
- Zwangssterilisation im Nationalsozialismus. Studien zur Rassenpolitik und Frauenpolitik (= Schriften des Zentralinstituts für Sozialwissenschaftliche Forschung der Freien Universität Berlin, Band 48), Westdeutscher Verlag, Opladen 1986, ISBN 3-531-11759-9; Neudruck: Verlagshaus Monsenstein und Vannerdat, Münster 2010, ISBN 978-3-86991-090-1 (zugleich: Habilitationsschrift, TU Berlin 1984).
- Geschichte, Frauengeschichte, Geschlechtergeschichte, in: Geschichte und Gesellschaft 14, 1988, S. 364–391.
- Ganz normale Frauen. Täter, Opfer, Mitläufer und Zuschauer im Nationalsozialismus, in: Kirsten Heinsohn u. a. (Hrsg.): Zwischen Karriere und Verfolgung, Campus, Frankfurt 1997, S. 245–277.
- Herausgeberin zusammen mit Margarete Zimmermann: Die europäische Querelle des Femmes. Geschlechterdebatten seit dem 15. Jahrhundert, Metzler, Stuttgart 1997.
- Frauen in der europäischen Geschichte, C. H. Beck, München 2000, ISBN 978-3-406-52795-1. Überarbeitete Neuauflage, Beck’sche Reihe 2005. Übersetzungen: italienisch 2001, 2003, 2006; spanisch 2001; englisch 2002; rumänisch 2002, slowenisch 2004; türkisch 2005, serbisch 2005.
- Der Nationalsozialismus und die Frauen, in: Bernd Sösemann (Hrsg.): Der Nationalsozialismus und die deutsche Gesellschaft. Einführung und Überblick. DVA, Stuttgart 2002, ISBN 3-421-05617-X und WBG, Darmstadt 2002, ohne ISBN.[11]
- Herausgeberin: Genozid und Geschlecht. Jüdische Frauen im nationalsozialistischen Lagersystem, Campus, Frankfurt a. M. 2005.
- Geschlechtergeschichte auf alten und neuen Wegen. Zeiten und Räume, in: Jürgen Osterhammel, Dieter Langewiesche und Paul Nolte (Hrsg.): Wege der Gesellschaftsgeschichte, Vandenhoeck & Ruprecht, Göttingen 2006, S. 45–67.
- Herausgeberin zusammen mit Daniel Schönpflug: Friedrich Meinecke in seiner Zeit. Studien zu Leben und Werk, Franz Steiner Verlag, Stuttgart 2006.
- Frauenrechte als Menschenrechte: Olympe de Gouges’ „Erklärung der Rechte der Frau und der Bürgerin“, in: Themenportal Europäische Geschichte (2009).
- Herausgeberin zusammen mit Gerhard A. Ritter: Friedrich Meinecke. Neue Briefe und Dokumente, Oldenbourg Wissenschaftsverlag, München 2012.
- Geschlechtergeschichten der Neuzeit. Ideen, Politik, Praxis (= Kritische Studien zur Geschichtswissenschaft. Band 213). Vandenhoeck & Ruprecht, Göttingen / Bristol, CT 2014, ISBN 978-3-525-37033-9.

### Englisch
- Women’s History and Gender History. Aspects of an International Debate, in: Gender and History, Volume 1, 1989, S. 7–30.
- Herausgeberin zusammen mit Quentin Skinner und Maurizio Viroli: Machiavelli and Republicanism, Cambridge University Press, Cambridge 1990.
- Herausgeberin zusammen mit Pat Thane: Maternity and Gender Policies: Women and the Rise of the European Welfare States, 1880s–1950s, Routledge, London 1991.
- Herausgeberin zusammen mit Susan James: Beyond Equality and Difference: Citizenship, Feminist Politics and Female Subjectivity, Routledge, London 1992.
- Ordinary Women in Nazi Germany. Perpetrators, Victims, Followers, and Bystanders, in: Women in the Holocaust, herausgegeben von Dalia Ofer und Lenore J. Weitzman, Yale University Press, New Haven, London 1998, S. 85–100.